# Колючник смугастий
Колю́чник смугастий  (Cymbilaimus lineatus) — вид горобцеподібних птахів родини сорокушових (Thamnophilidae). Мешкає в Центральній і Південній Америці.

## Опис
Довжина птаха становить 17-18 см, вага 35-41 г. Самці мають повністю смугасте, чорно-біле забарвлення, нижня частина тіла у них переважно біла. У самиць тім'я темно-каштанове, спина чорна, поцяткована охристими смужками, нижня частина тіла смугаста, чорно-охриста. Дзьоб зверху чорний, знизу сизий, лапи сизі.

## Підвиди
Виділяють три підвиди:
- C. l. fasciatus Ridgway, 1884 — крайній південний схід Гондурасу (Ель-Параїсо), карибські схили в Нікарагуа і Гондурасі, обидва схили в Панамі, західна і північна Колумбія, північно-західна Венесуела (на схід до Мериди і Баринаса) і північний захід Еквадору (від Есмеральдаса до північного Лос-Ріоса);
- C. l. intermedius Hartert, EJO & Goodson, 1917 — південна Венесуела (захід Болівару, Амасонас), південна Колумбія, схід Еквадору і Перу, захід Бразильської Амазонії, північний захід і крайній схід Болівії;
- C. l. lineatus (Leach, 1814) — східна Венесуела, Гвіана, північний схід Бразильської Амазонії (на північ від Амазонки, від Ріу-Негру і Ріу-Бранку на схід до Амапи і Пари).

## Поширення і екологія
Смугасті колючники мешкають в Гондурасі, Нікарагуа, Коста-Риці, Панамі, Колумбії, Еквадорі, Перу, Болівії, Бразилії, Венесуелі, Гаяні, Суринамі, Французькій Гвіані. Вони живуть у вологих тропічних лісах, на узліссях і галявинах та в чагарникових заростях. Зустрічаються парами, на висоті до 1000 м над рівнем моря. Іноді приєднуються до змішаних зграй птахів. 
Смугасті колючники живляться комахами та іншими безхребетними, яких шукають в середньому ярусі лісу, на висоті від 5 до 20 м над землею, серед ліан і стовбурів дерев, іноді також в лісовій підстилці. Іноді вони живляться також дрібними ящірками, амфібіями і плодами і слідкують за кочовими мурахами. Сезон розмноження триває з квітня по червень. Гніздо чашоподібне, прикріплюється до горизонтальної розвилки гілок, на висоті від 2 до 7,5 м над землею. В кладці 2 кремово-білих яйця, поцяткованих коричневими і світло-пурпуровими плямами. вдень насиджують і самиці, і самці, вночі лише самиці.